# コヒゲセセリ
コヒゲセセリ（Hylephila phyleus）は、セセリチョウ科に分類されるチョウの一種。

## 分布
北アメリカから南アメリカにかけて分布する。

## 特徴
開長3cm。触角は短く、後翅には黒色の斑紋がある。
南部では一年中みられる。
イネ科を食草とする。